# استانیسلاو دریانوف
استانیسلاو دریانوف (بلغاری: Станислав Дрянов؛ زادهٔ ۴ فوریهٔ ۱۹۹۵) بازیکن فوتبال اهل بلغارستان است.
از باشگاه‌هایی که در آن بازی کرده است می‌توان به باشگاه فوتبال بوتو پلوودیو اشاره کرد.
وی همچنین در تیم‌های ملی فوتبال زیر ۱۹ سال مردان بلغارستان، و زیر ۲۱ سال بلغارستان بازی کرده است.